# Parlamentswahl in Ägypten 1979
Vorgezogene Parlamentswahlen wurden in Ägypten am 7. Juni 1979 in zwei Runden abgehalten.
Die zweite Runde war für restliche 147 Sitze und wurde am 14. Juni abgehalten. Nach den experimentellen Parlamentswahlen 1976, in der drei verschiedene Faktionen der Arabischen Sozialistischen Union gegeneinander antraten, kehrte das Land unter Anwar as-Sadat zur Mehrparteienpolitik zurück. Dies wurde in einem Referendum über die Gründung neuer Parteien im April 1979 bestätigt.
Zwei Kandidaten wurden von jedem der 176 Wahlkreise aus gewählt, mit einer zweiten Wahlrunde, welche nötig war, falls ein oder beide Kandidaten es verfehlten, über 50 % der Stimmen in der ersten Runde zu erhalten – oder falls keine der Kandidaten mit über 50 % als Arbeiter oder Bauer klassifiziert wurden (jeder Wahlkreis musste sich durch zumindest einen Bauern oder Arbeiter vertreten lassen). Zusätzlich waren 30 Sitze für Frauen reserviert, und nach der Wahl ernannte der Präsident weitere 10 Mitglieder.
Etwa 1.600 Kandidaten traten bei dieser Wahl an, nahezu 1.000 von ihnen waren Unabhängige. Das Ergebnis war ein Sieg für die neu gegründete Nationaldemokratische Partei des Friedensnobelpreisträgers Anwar as-Sadat, welche 347 der 392 Sitze gewann.

## Ergebnisse
| Partei                         | Anteil | Sitze |
| ------------------------------ | ------ | ----- |
| Nationaldemokratische Partei   | 88,5 % | 347   |
| Sozialistische Arbeitspartei   | 7,7 %  | 30    |
| Unabhängige                    | 3,3 %  | 13    |
| Sozialistische Liberale Partei | 0,5 %  | 2     |
| Gesamt                         | 100 %  | 392   |